# Floyd Cardoz
Floyd Cardoz (Mumbai, 2 de outubro de 1960 — Montclair, 25 de março de 2020) era um chef estadunidense nascido na Índia. Foi conhecido por seus respectivos proprietários e chefes executivos nos restaurantes Paowalla e Tabla, em Nova York, e também por sua vitória no Top Chef Masters em 2011. Seus restaurantes em Nova York eram conhecidos por misturar alimentos com sabores e especiarias indianos com técnicas de cozinha ocidental.
Morreu em decorrência da COVID-19 em 25 de março de 2020 no Hospital Mountainside em Montclair, Nova Jérsia, aos 59 anos.